# Gerd Bauer (Politiker, 1950)
Gerd Bauer (* 30. August 1950 in Saarbrücken; † 25. August 2023) war ein deutscher Politiker und Mitglied der CDU.

## Leben
Nach dem Abitur 1968 nahm Bauer ein Studium der Politikwissenschaft an der Universität des Saarlandes auf, das er 1973 mit dem Examen abschloss. In den Jahren 1973/74 war er beim Saarländischen Volkshochschulverband tätig. Von 1974 bis 1985 war er bei der Staatskanzlei Saarland tätig. Während dieser Zeit wurde er 1981 an der Universität des Saarlandes zum Dr. rer. pol. promoviert. Es folgte von 1985 bis 1994 eine Dozententätigkeit an der Fachhochschule für Verwaltung. 1994 wurde er erstmals in den Landtag des Saarlandes gewählt. Bei der Landtagswahl 1999 errang Bauer erneut ein Landtagsmandat. 2001 kandidierte Bauer als Oberbürgermeister von Saarbrücken, unterlag aber gegen den Amtsinhaber Hoffmann von der SPD. Nach seinem Ausscheiden aus dem Landtag wurde er 2001 vom Saarländischen Landtag zum Direktor der Landesmedienanstalt Saarland gewählt und 2009 für sieben weitere Jahre bestätigt. Ende April 2016 wurde er als Direktor der LMS in den Ruhestand verabschiedet.
Seit 2003 war er Vorstandsvorsitzender des grenzüberschreitenden MedienNetzwerk SaarLorLux e. V. (MNS), einem Zusammenschluss von über 20 führenden Unternehmen im Medienbereich der Großregion SaarLorLux. Im Dezember 2019 war er für vier weitere Jahre in diesem Amt bestätigt worden. Projekte des MNS sind „Onlinerland Saar“ zur Förderung der Internetnutzung vor allem von Senioren und „Media & Me“ zur Förderung von Nachwuchskräften für den Medienbereich.
Weiterhin war Bauer Aufsichtsratsvorsitzender der Congress-Centrum Saar GmbH, Betreiber der beiden Saarbrücker Großhallen „Saarlandhalle“ und „Congresshalle“.
Seit 1989 war er Präsident der Deutschen Lebens-Rettungs-Gesellschaft (DLRG) im Saarland. 2017 wurde Gerd Bauer als DLRG-Präsident für 4 weitere Jahre im Amt bestätigt.
Bauer war seit 1973 verheiratet und hat zwei Töchter und drei Enkelinnen.

## Politik
Gerd Bauer war Vorsitzender des CDU-Ortsverbandes Rodenhof und zudem seit 1979 Mitglied des Saarbrücker Stadtrates. Er wurde bei der Kommunalwahl 2019 für weitere fünf Jahre in den Saarbrücker Stadtrat gewählt. Von 1994 bis 2001 war er Mitglied des Saarländischen Landtages.